# Municipio de Russell (Dakota del Norte)
El municipio de Russell (en inglés: Russell Township) es un municipio ubicado en el condado de LaMoure en el estado estadounidense de Dakota del Norte. En el año 2010 tenía una población de 35 habitantes y una densidad poblacional de 0,38 personas por km².

## Geografía
El municipio de Russell se encuentra ubicado en las coordenadas 46°30′27″N 98°35′22″O / 46.50750, -98.58944. Según la Oficina del Censo de los Estados Unidos, el municipio tiene una superficie total de 93.23 km², de la cual 93,2 km² corresponden a tierra firme y (0,03 %) 0,03 km² es agua.

## Demografía
Según el censo de 2010, había 35 personas residiendo en el municipio de Russell. La densidad de población era de 0,38 hab./km². De los 35 habitantes, el municipio de Russell estaba compuesto por el 100 % blancos. Del total de la población el 0 % eran hispanos o latinos de cualquier raza.